# アルコールランプ
アルコールランプ（酒精灯、酒精洋灯、英: spirit lamp）は、燃料用アルコール（メタノールやメタノールとエタノールの混合アルコール）を燃料とするランプ。
点火と消火が簡便で、照明用途と加熱用途は形状が異なる。

## 照明用

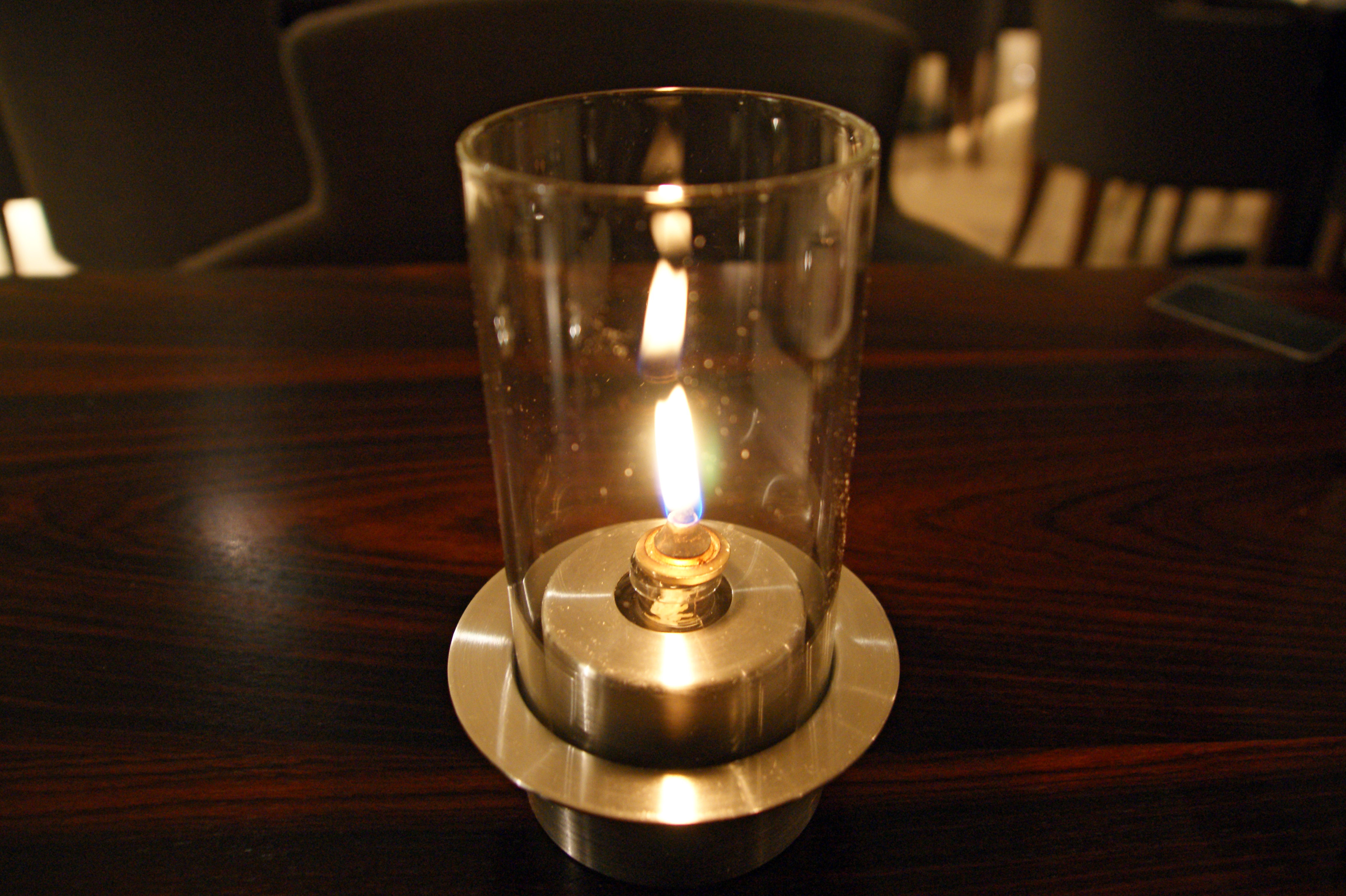
テーブルランプの使用例

レストランやバーなどでテーブルランプとして用いる。

## 加熱用

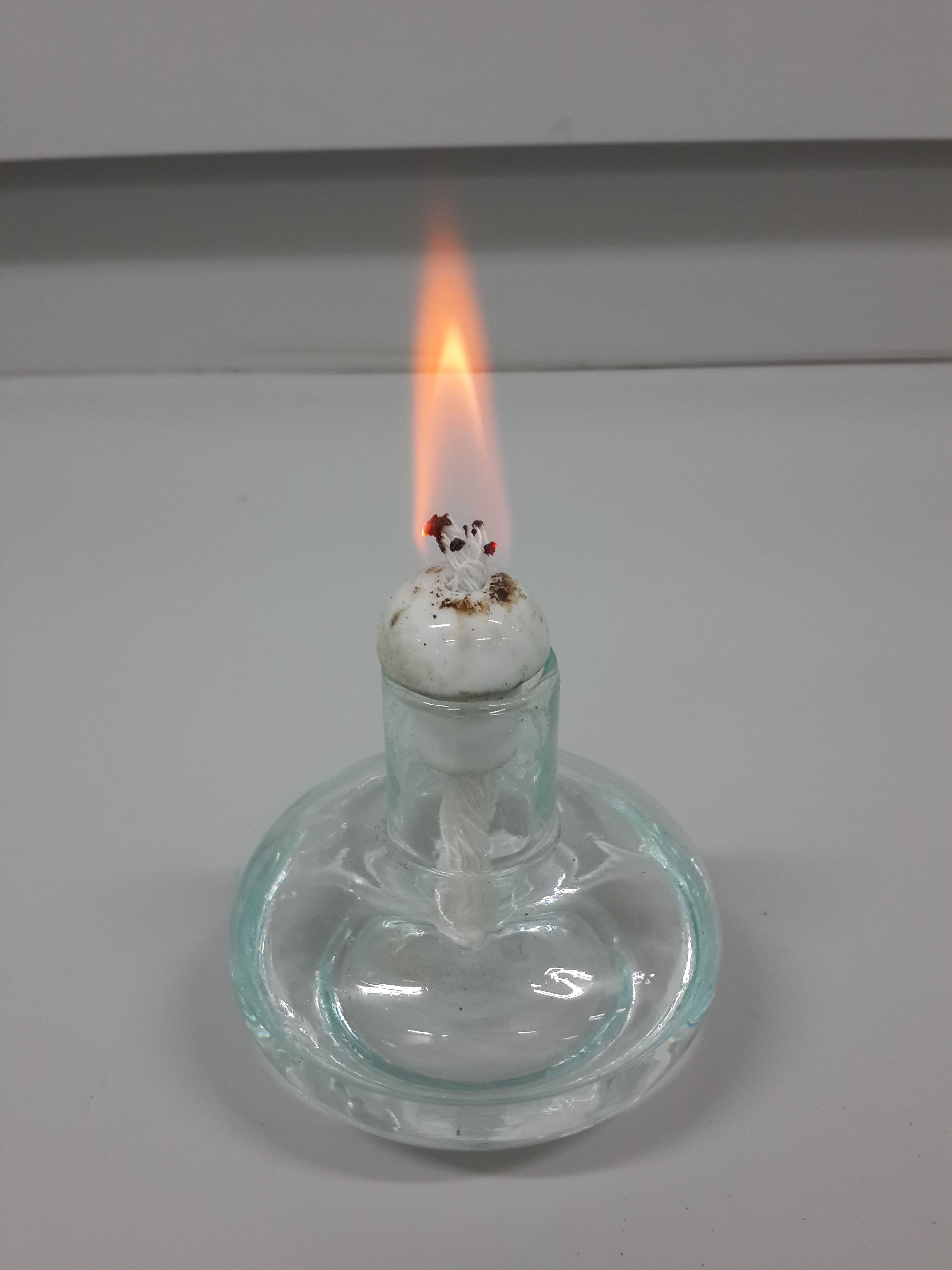
加熱用のアルコールランプ

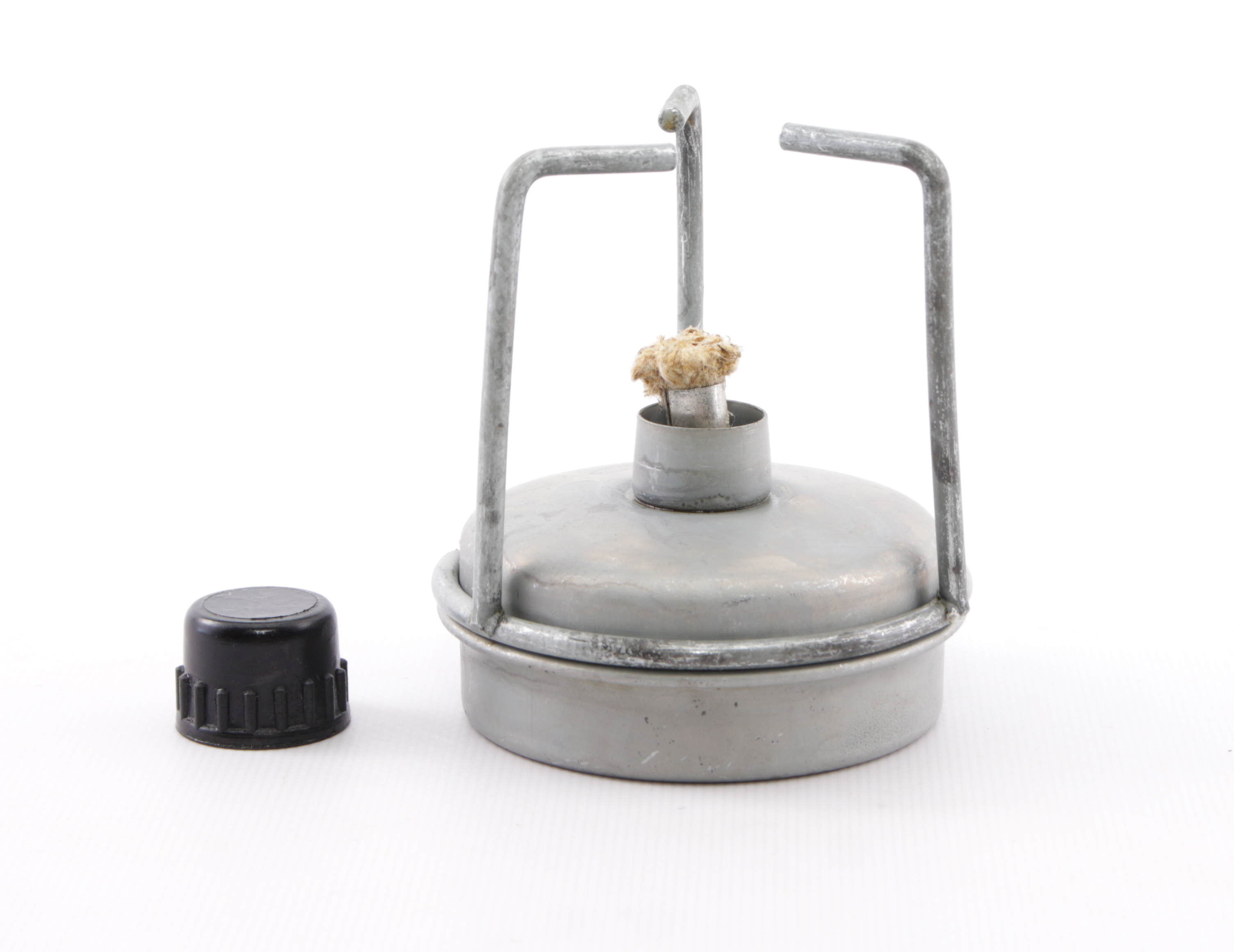
1960年代にソヴィエト連邦で使われていたアルコールランプ。五徳つき。

アルコールバーナー（英: alcohol burner）とも称し、下記に用いる。
- コーヒーサイフォンで湯を沸騰。
- 実験時に試験管、フラスコ、ビーカー、蒸発皿など器具の加熱や滅菌操作など。
  - 日本は、子供がマッチやライターの扱いを知らない[注釈 1]、危険性を除いて実験に集中させる、などを理由として、小学校の理科教科書はアルコールランプを記述せず[5]、2005年度から低学年教科書はガスコンロを推奨している[6]。高学年以上は火力が強く火炎が安定しているガスバーナーを用いる。

加熱用のアルコールランプ本体は、主に次のパーツで構成される。
1. アルコールを入れる容器（ガラス製、金属製、耐熱樹脂製などがある）
2. 燃芯になる太い紐状の芯
3. 芯を支える部分
4. 蓋（キャップ）

アルコールにひたされた芯の一端が瓶の口から出ており、ここに火をつけて用いる。芯の内部をアルコールが毛細管現象により吸い上げられて燃えるが、芯自体は先が焦げるものの、そこから下はほとんど燃えずに炎を上げ続ける。
実験で試験管を加熱する場合は、試験管の底あたりを、炎であぶる。フラスコやビーカーを加熱する場合はいくつか方法があり、ひとつは三脚（五徳）の上にセラミック金網や三角架を配置し、それらの下にランプを置く方法であり、もうひとつの方法は下の写真のような支持装置を使う方法である。
消火する時には、蓋（キャップ）を横側から寄せつつ芯の部分にかぶせる。

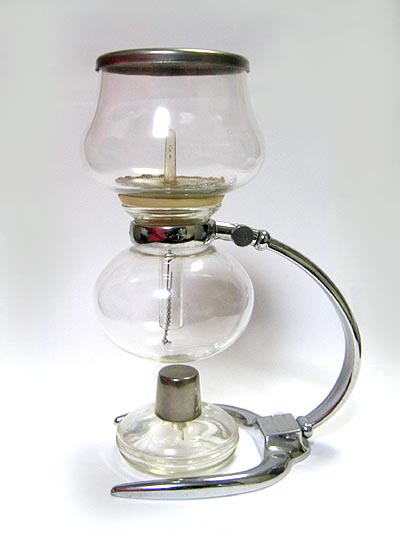
コーヒーサイフォンのアルコールランプ
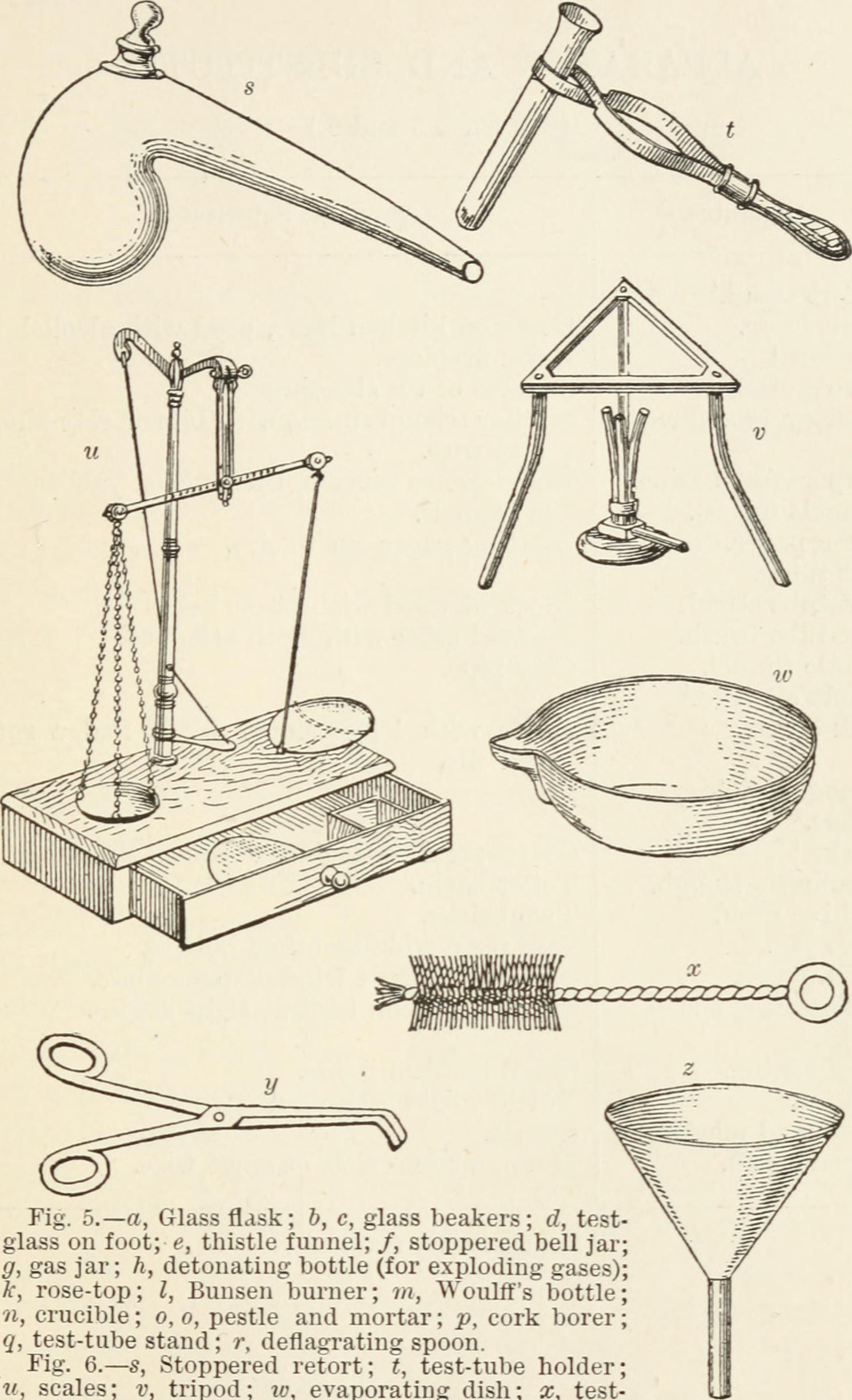
1911年に出版された本に掲載された実験器具に関する絵
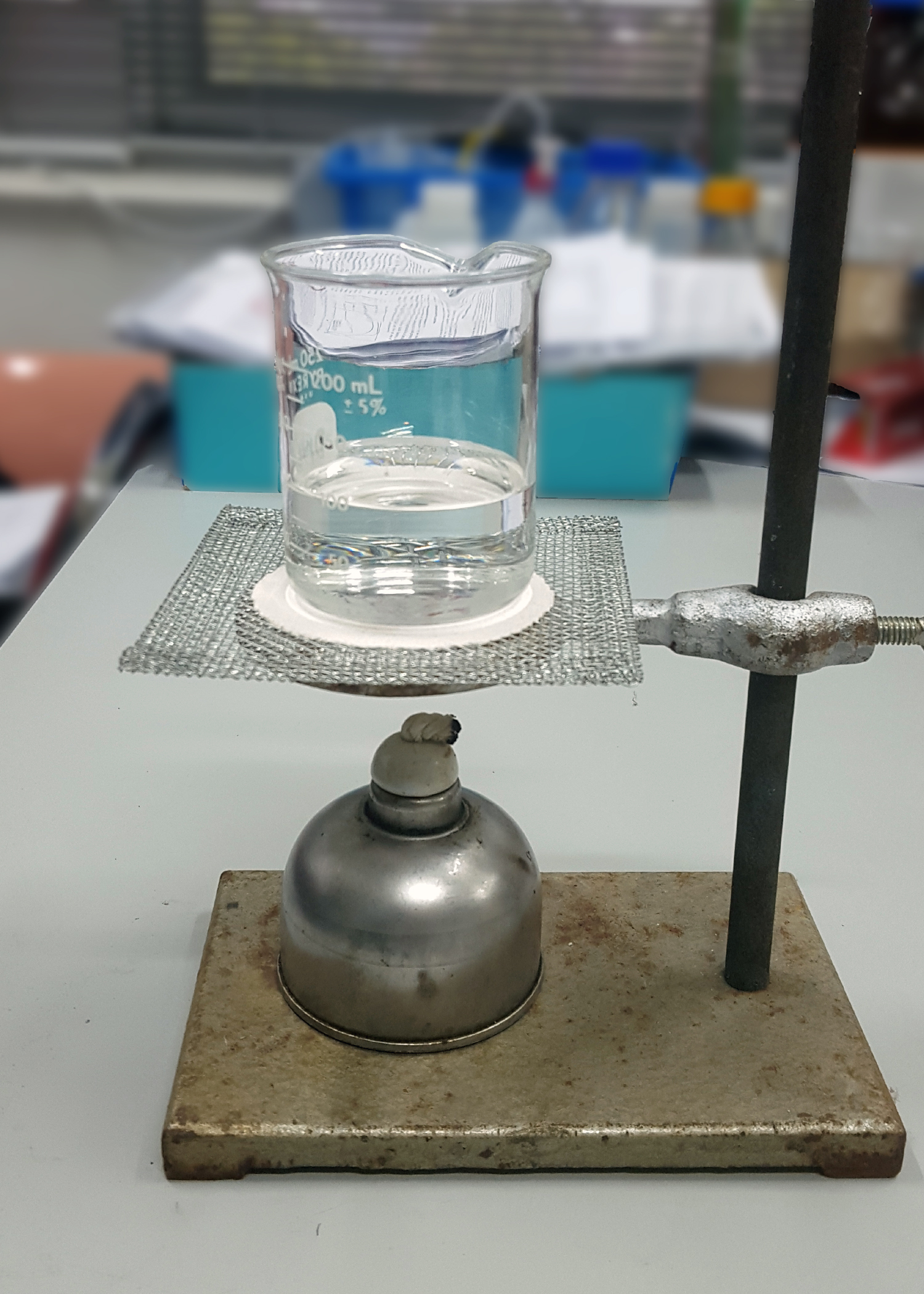
ビーカーの加熱
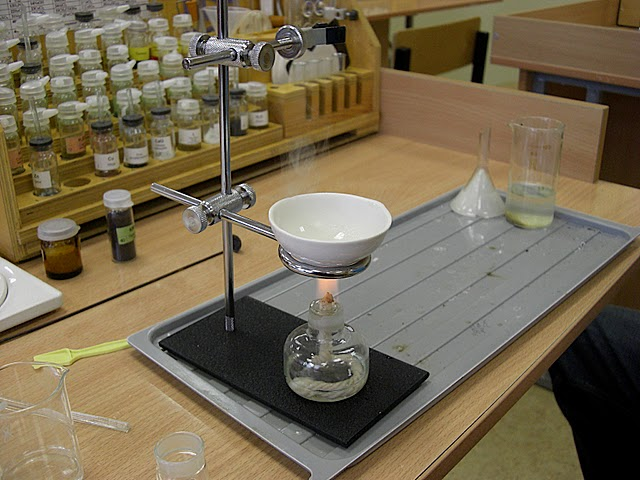
蒸発皿の加熱
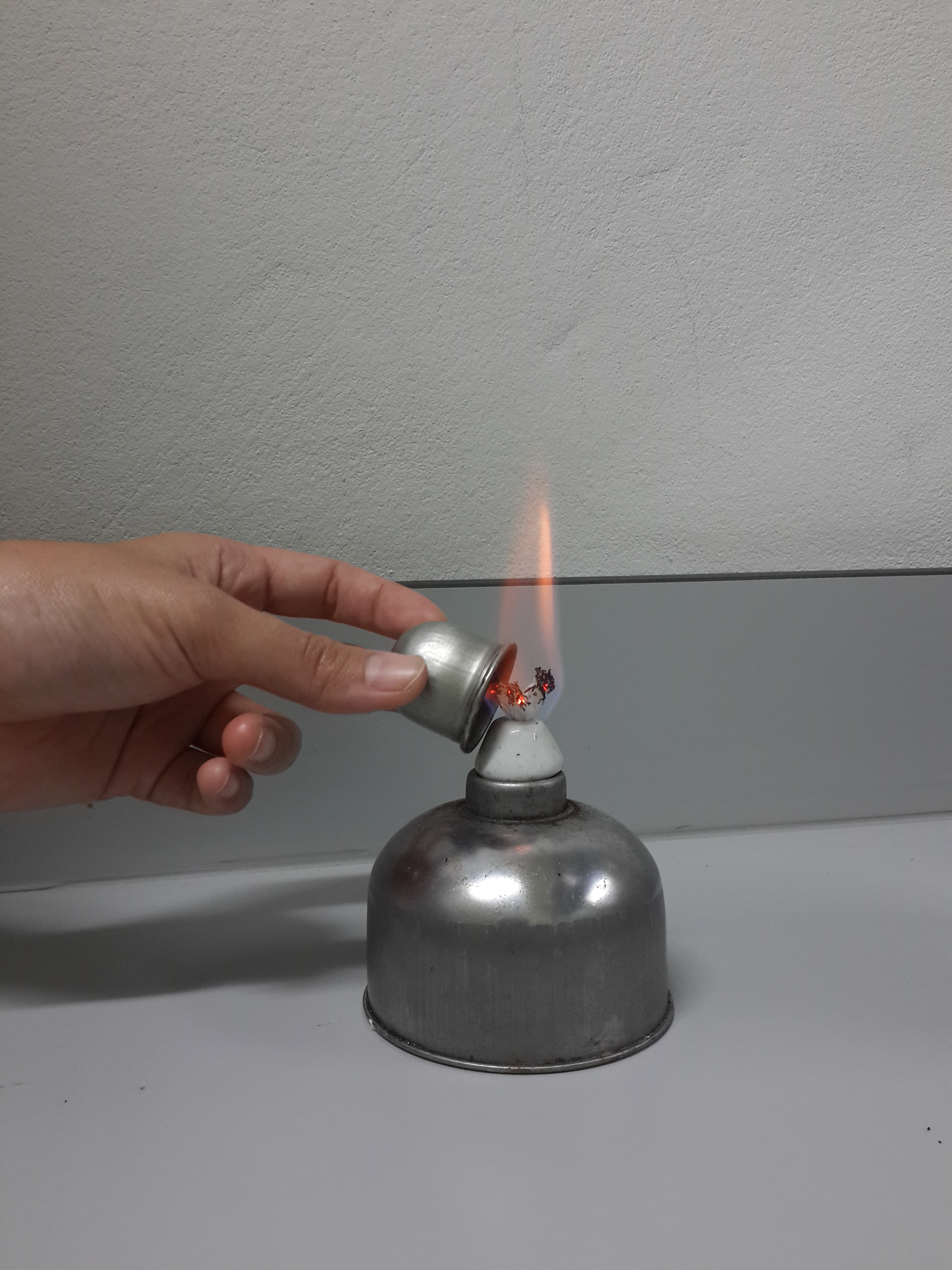
消火
料理を冷まさないための、容器とアルコールランプのセット

最近は、ループ状の銅管の内部にガラス繊維などでできた芯が通してあり、この銅管に開けられた小さな孔からメタノール蒸気を噴出させて燃焼させるトーチ式のものも多い。